# اللجنة الوطنية للجان العمالية في السعودية
اللجنة الوطنية للجان العمالية بالمملكة العربية السعودية هي لجنة عمالية تمثل جميع العاملين في المملكة وقد تم انتخابها من قبل رؤساء اللجان العمالية المنتخبين والممثلين لعمال منشئات القطاع الخاص بالمملكة، وصادق على نتائج انتخاب أعضاءها وزير العمل والتنمية الاجتماعية في يناير 2019.

## مهام اللجنة
- دراسة ترتيبات التجهيزات الأساسية لتفعيل دور اللجنة والقيام بمهامها.
- التعريف باللجنة بين منشآت القطاع الخاص بالوسائل المتاحة.
- وضع خطة عمل اللجنة الوطنية.
- تمثيل عمال المملكة العربية السعودية في المحافل الدولية والمحلية.
- صياغة لائحة تنظيمية للجنة الوطنية تشتمل على نظام الترشيح، ونظام انعقاد الجلسات، وآليات معالجة قضايا العمال، ووضع الأطر التي تضمن استمراريتها وفعاليتها.
- التنسيق مع وزارة الموارد البشرية والتنمية الاجتماعية حول نتائج اجتماعات اللجنة الوطنية ونتائجها والقرارات التي تقترحها في المهام المكلفة بها.

## أعضاء اللجنة
- المهندس ناصر عبد العزيز الجريد، رئيساً.
- الدكتور فيحان مساعد العتيبي، نائباً للرئيس.
- الأستاذ فواز فلاح المطيري، أميناً عاماً.
- عضوية رؤساء اللجان العمالية بالمملكة.